# Olomoucký rybník
Olomoucký rybník je vodní plocha v Litovli, městě v Olomouckém kraji České republiky. Nachází se v jižních partiích místních Smetanových sadů. Během roku 2010 prošel rybník rekonstrukcí, při které byly odtěženy usazeniny a zpevněny břehy, na něž odborníci vysadili porosty. Při východním okraji se nachází domov pro seniory. Po jižním a východním břehu rybníka je vedena naučná stezka nazvaná Kolem Litovelských rybníků.